# SCG2
SCG2‏ (Secretogranin II) هوَ بروتين يُشَفر بواسطة جين SCG2 في الإنسان.

## الوظيفة
البروتين المُشفّر بواسطة هذا الجين ينتمي إلى عائلة بروتينات الإفراز العصبي الصماوية كروموغرانين/سيكريتوجرانين. تشير الدراسات التي أُجريت على القوارض إلى أن هذا البروتين كامل الطول، سيكريتوجرانين II، يشارك في تعبئة أو فرز هرمونات الببتيد والببتيدات العصبية في حويصلات إفرازية. ينشق هذا البروتين كامل الطول لإنتاج ببتيد سيكريتونيورين النشط، الذي يمارس تأثيرات كيميائية على أنواع معينة من الخلايا، وبروتين EM66، الذي لا تزال وظيفته مجهولة.